# مورهد (آیووا)
مورهد (به انگلیسی: Moorhead) شهری در ایالت آیووا کشور ایالات متحده آمریکا است که جمعیت آن در سرشماری سال ۲۰۱۰ میلادی، ۲۲۶ نفر بوده‌است.